# Cerámica protoática

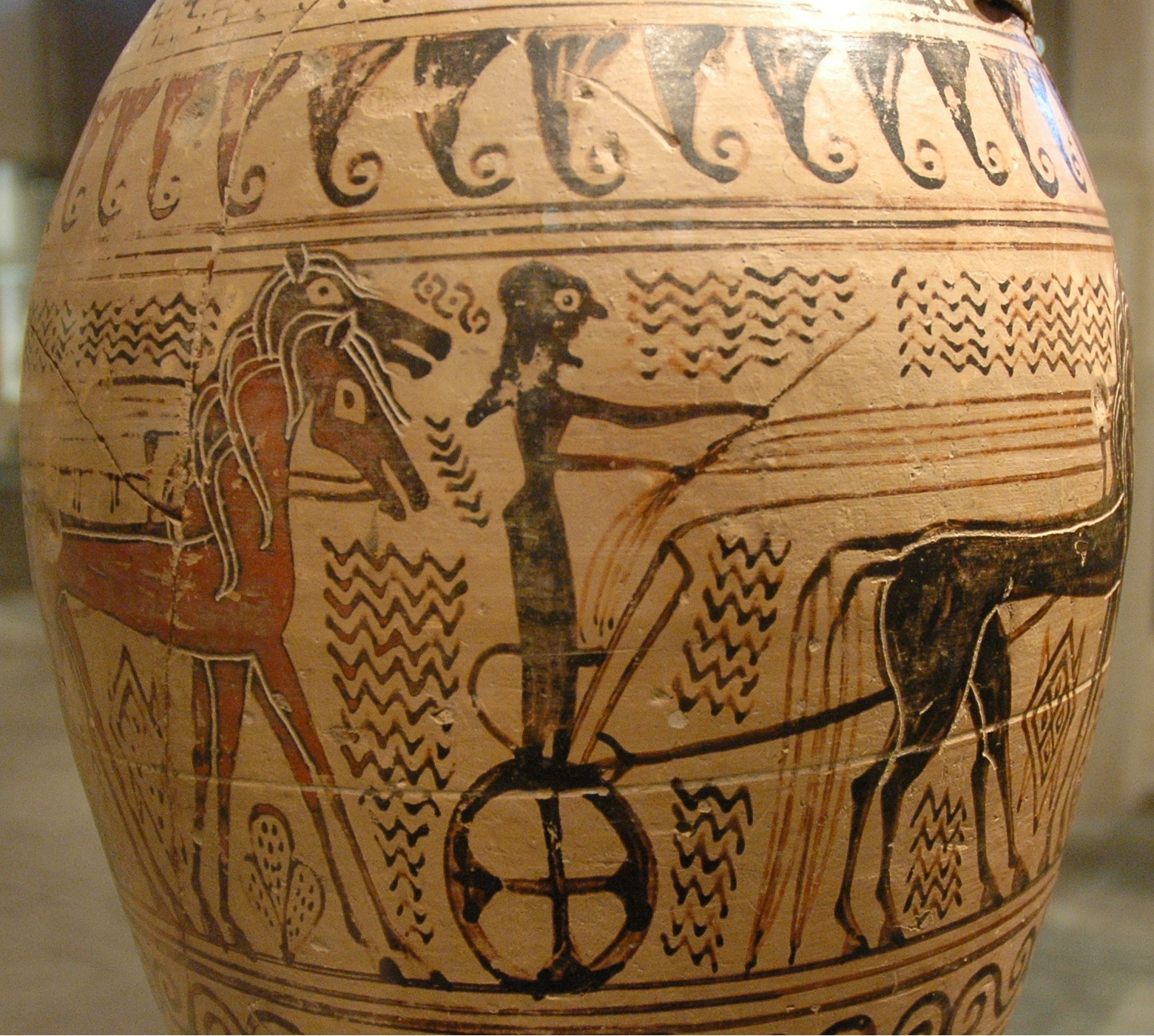
Pintor de Analato (atr.) contorno de lutróforo protoático, inicios del, altura 80 cm. París, Museo del Louvre, inv. CA2985

La cerámica protoática es una clase de vasos áticos cuya producción está comprendida entre el 700 y circa el 610 a. C. entre el estilo geométrico y las cerámica ática de figuras negras. Si el estilo geométrico se distinguió por un fuerte sentido del orden, las generaciones sucesivas, activas durante el periodo orientalizante, muestran la misma tendencia a la experimentación que impregna todo el mundo griego desde el siglo VII a. C. y una fuerte continuidad en la predisposición ática hacia la narrativa y el «hacer a lo grande». Aparecen, sobre todo procedentes de Corinto, animales reales y fantásticos de origen oriental, pero la tendencia general experimental del siglo VII a. C.,se aplica en Ática a las grandes ánforas funerarias, heredada de la época geométrica, más allá de la pura decoración. Se encuentra en una forma totalmente nueva en los vasos protoáticos y los mitos de Perseo, Odiseo, Menelao, el asesinato de Egisto, Quirón y Aquiles, la lucha de Heracles, de Neso y de Belerofonte con la Quimera. La época orientalizante es para Atenas un periodo de relativo cierre y provincianismo, raramente han sido encontrados testimonios protoáticos fuera de Ática o de la isla de Egina; la producción del periodo responde a las solicitudes de la necesidad local y queda lejos de exigencias externas debidas a una gran solicitud de parte del mercado, al igual que habría sucedido en Corinto.

## Historia de los estudios
La cerámica protoática fue individualizada estilísticamente por J. Böhlau en 1887; a partir del fin del ochocientos, otros descubrimientos en Egina, donde se encontró la Jarra de los carneros, permitió proseguir y profundizar en los estudios. No ha sido aún aclarado el descubrimiento del grupo de cerámicas indicadas como de procedencia egineta, actualmente conservado en los Museos Estatales de Berlín, donde llegaron en 1936. La misma incertidumbre existe en cuanto a la procedencia de otras obras protoáticas, como el lutróforo atribuido al Pintor de Analato y adquirido en esos mismos años por el Museo del Louvre. Los estudios sobre la cerámica protoática se basan sobre el fundamental trabajo de J. M. Cook (de 1935), actualizado después con la obra de otros estudiosos, con nuevos descubrimientos en Atenas, en el Cerámico y en el Ágora, y en la necrópolis de Eleusis que ha restituido la célebre Ánfora de Polifemo.

## Orígenes y desarrollo
La cerámica protocorintia se exportaba a toda Grecia y llegó a Atenas, donde se desarrolló un estilo con influencia oriental menos marcada. Mayor importancia respeto al influjo orientalizante puede haber tenido sobre la formación del estilo protoático, el descubrimiento de las antigüedades micénicas, como atestiguan las formas y motivos decorativos ya presentes en los vasos áticos tardo geométricos.
En el último cuarto del siglo VIII a. C., las figuras de los vasos áticos con formas geométricas gradualmente se redondean, se hacen más grandes y más gruesas, asumen posiciones y movimientos más audaces, proporciones más correctas. La tendencia al cambio en los vasos áticos tardo geométricos, puede verse por ejemplo en el caldero fragmentario conservado en el  Museo Arqueológico de Atenas. Los elementos curvilíneos en la decoración son un signo de la fase evolutiva junto con un rasgo más enérgico y menos controlado, visible en la marcha de las mujeres y en la figura audaz del caballo que se encabrita durante la doma. En un vaso conservado en Oxford (Museo Ashmolean), debajo de la tradicional procesión de carros, se encuentra el orientalizante friso continuo con animales que se persiguen. Frente a las precedentes ánforas geométricas se constata un contraste mayor, un menor empleo de decoración de relleno y la escena principal es más grande en proporción al vaso. El auriga está albergado en el interior de la biga y no más precariamente puesto encima de esta; en las figuras de los caballos se notan los primeros ejemplos de superposición.
La tipología de vasos más difundida son la hidria, el ánfora, la crátera  y sobre todo las formas adecuadas a los predominantes fines funerarios, como el ánfora de cuello distinto en versión monumental y el sutil lutróforo, y también amplios calderos y grandes cótilas con tapadera. Del 650 a. C. se encuentra la crátera con skyphos, provista de tapadera y alto pie, característica esta última, presente también en copas o platos, y de reconducir el rito funerario caracterizado por la exposición de las ofrendas.

## Protoático antiguo (circa 700-675a.C.)

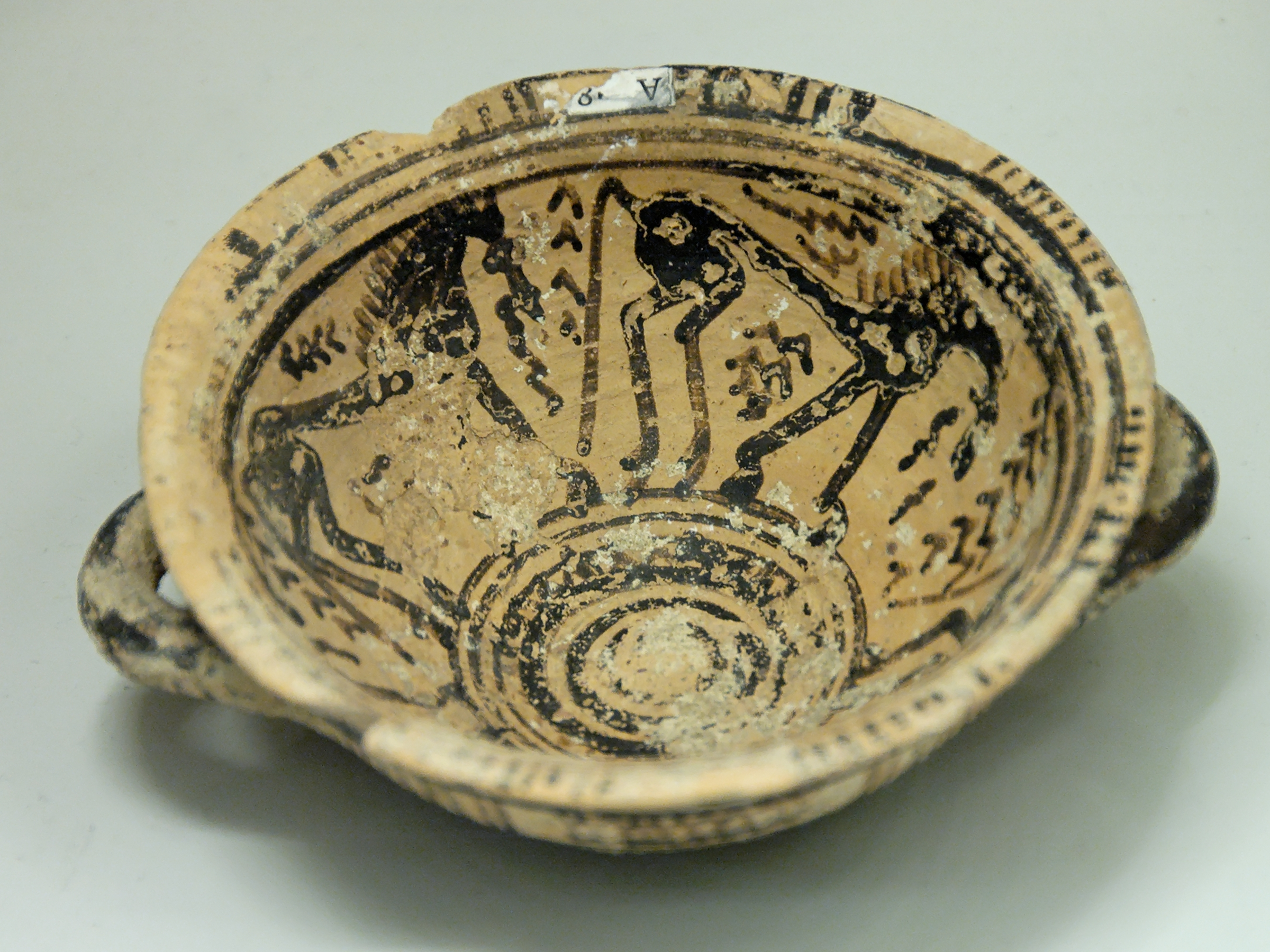
Skyphos protoático, Museo Británico, GR 1865-7-20-11.

Las figuras durante el primer período protoático se agrandan y son más estructuradas. La composición abandona la simetría anterior y llega a ser más libre. Los ornamentos característicos son hojas puntiagudas, las palmetas y las parejas de espirales en forma de corazón. Los ganchos, ya presentes en el tardo geométrico, se hacen más grandes y se utilizan como en la cerámica protocorintia y usa los triángulos en un patrón radial. Los temas favoritos son las procesiones, desfiles de carros y caballos, animales reales y fantásticos en fila o afrontados. Las técnicas utilizadas son la silueta y el diseño del contorno, obtenidos con una pintura ligera, casi color pastel.
Un ejemplo del protoático antiguo es el ánfora atribuida al Pintor de Analato (París, Museo del Louvre CA2985), donde entre motivos geométricos y novedades orientalizantes viene introducida la técnica de incisiones sobre las crines de los caballos. El Pintor de Mesogea es un contemporáneo, de menor cualificación que el Pintor de Analato, con el cual comparte la preferencia por el pincel fino y por los ornamentos en red, pero el Pintor de Mesogea en comparación resulta más rígido.

## Protoático medio (circa 675-650a.C.)

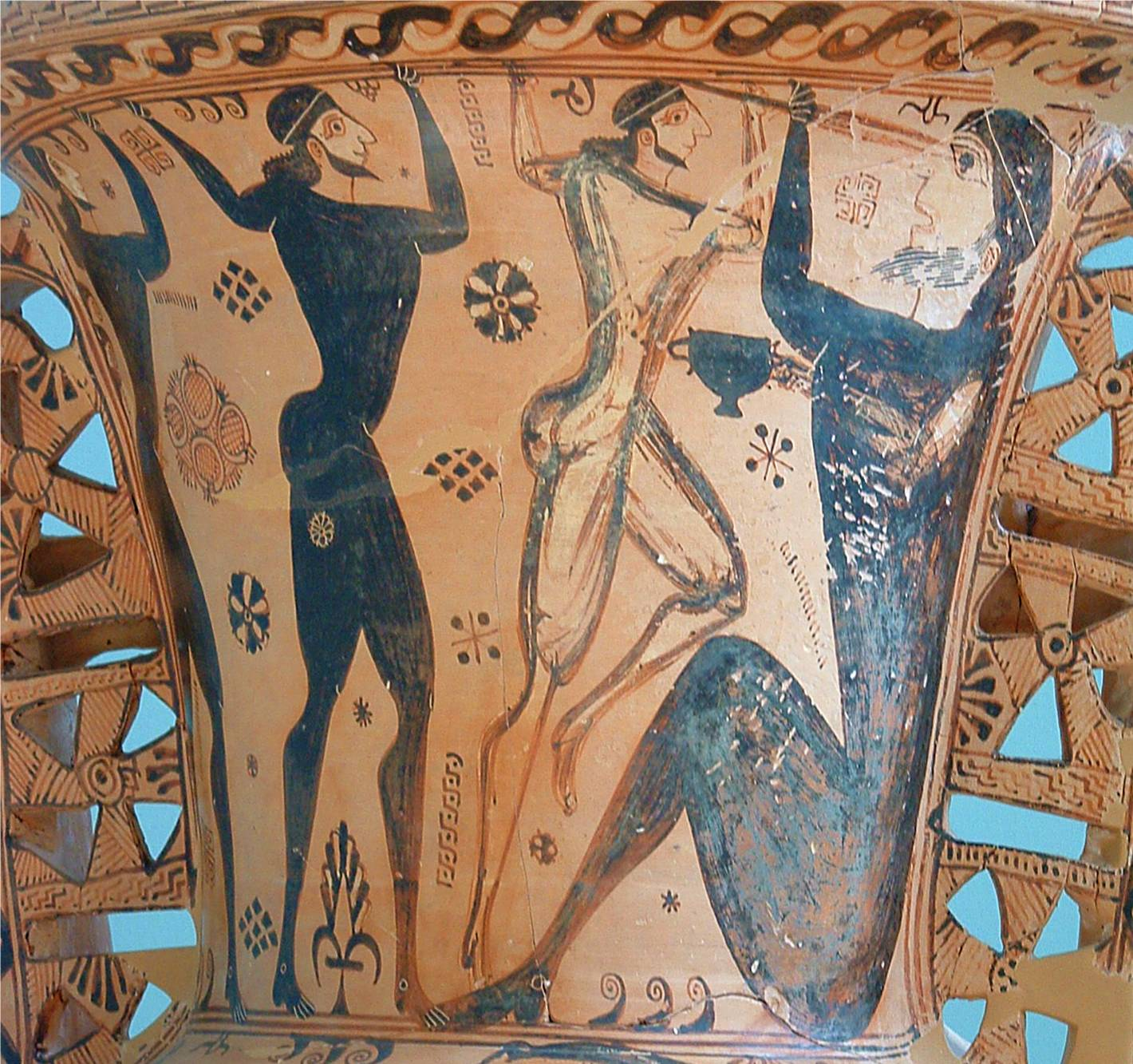
Pintor de Polifemo (atribución.), Odiseo y Polifemo, detalle de ánfora protoática en estilo blanco y negro (Ánfora de Eleusis), c. 660 a. C., altura 142 cm, Museo Arqueológico de Eleusis.

El paso del protoático antiguo al medio se caracteriza por dos tendencias opuestas y contemporáneas: un estilo minucioso y delicado, realizado con técnica de contorno, y un estilo exuberante que utiliza de manera abundante pintura blanca y a veces roja. Los exponentes de este último muestran un trazo cursivo que llega a ellos mediante la eliminación de la disciplina geométrica. Este modo fue llamado «estilo blanco y negro», por una alternancia predominante de estos dos colores. Un ejemplo de este estilo es la célebre Ánfora de Eleusis del Pintor de Polifemo, un poco más pequeña que el Ánfora de Dípilon (Atenas 804), cuyas representaciones sobre el cuerpo constituyen las decoraciones de vasos más grandes que nos han llegado y representan el mito de Perseo: el cuerpo sin cabeza de Medusa, las Gorgonas que acechan a Perseo, y una rígida y sutil Atenea, tal vez un xoanon, como símbolo del favor divino. Sobre el cuello se encuentra la escena del cegamiento de Polifemo, convencionalmente usada para indicar al autor anónimo. Del mismo periodo o inmediatamente posterior es la actividad del Pintor de la jarra de los carneros. Si el Pintor de Polifemo se distingue por una extraordinaria imaginación gráfica, el más pacato Pintor de la jarra de los carneros adquiere en sus últimos años una inconfundible capacidad en la representación de los rostros. La técnica adoptada por estos artistas no es puramente ceramográfica, el Pintor de Polifemo, en particular, usa el vaso entero como campo figurativo, una modalidad más adecuada para la pintura mural.
Ejemplos de cerámica protoática en estilo blanco y negro han sido encontrados en Egina, raros son los descubrimientos efectuados en Beocia, Mégara, Peracora y cerca del Hereo de Argos.
Progresa la estructura del cuerpo de las figuras, pero si va acompañada con detalles internos dotados de valor decorativo. La incisión se utiliza de modo subordinado respecto a la aplicación vivaz del color y del dibujo del contorno. La falta de ornamentación de relleno se adapta al gusto ático con una dispersión de elementos fitomorfos y alternando blanco y negro en los elementos ornamentales más comunes. La hidria se hace menos popular y se difunde mayormente la crátera.

## Protoático reciente (circa 650-610a.C.)
Con el Pintor de Polifemo y el Pintor de la jarra de los carneros se cierra el periodo álgido de la cerámica protoática. El periodo definido «protoático reciente» se superpone en parte a las «primeras figura negras» y el tratamiento del primero o de las segundas depende de la posición asumida por el observador. Es el periodo que va del Pintor de Cinosargo al Pintor de Neso, este último excluye los ornamentos, estando este ya en posesión de una técnica consolidada y de un estilo constante que indican el advenimiento de las figuras negras y la clausura de la experimentación protoática. Durante el protoático reciente el dibujo se hace generalmente más controlado y la decoración de relleno más invasiva. Un mayor sentido del orden parece ser un primer síntoma de la recepción del preciso estilo protocorintio que será típico de las primeras figuras negras áticas. El uso difundido del color rojo, que se convierte en esta época en componente regular del régimen decorativo, y unas incisiones particularmente precisas y netas son otros elementos tomados del protocorintio reciente. De derivación cicládica es en cambio el empleo de la prótomes equinas o femeninas en el panel figurado sobre el cuello del vaso, ya presente en el periodo medio, pero que presenta una nueva especialización en el empleo de las técnicas: los caballos son normalmente efectuados con figuras negras, y las mujeres con línea de contorno.